# Wildberg (Baden-Württemberg)
Wildberg é uma cidade da Alemanha, no distrito de Calw, na região administrativa de Karlsruhe , estado de Baden-Württemberg.